# Apochthonius magnanimus
Espèce
Apochthonius magnanimus est une espèce de pseudoscorpions de la famille des Chthoniidae.

## Distribution
Cette espèce est endémique du Nouveau-Mexique aux États-Unis. Elle se rencontre dans le comté de San Miguel et le comté de Santa Fe.

## Description
Le mâle holotype mesure 1,55 mm et la femelle paratype 1,7 mm.

## Publication originale
- Hoff, 1956 : The heterosphyronid pseudoscorpions of New Mexico. American Museum Novitates, no 1772, p. 1-13 (texte intégral).